# Província Oriental (Kenya)
La província Oriental de Kenya és una de vuit províncies del país. La capital provincial és Embu. L'any 1979 la seva població era de 2.7 milions d'habitants; i el 2009, 5,668,123. És la segona província més gran en extensió (159,891.km²).
Aquesta província està poblada, principalment, pels Kamba. En aquesta província és on es troben el desert de Chalbi, el Mont Kenya i la part est del llac Turkana. El clima és entre àrid i semiàrid.
El 16 de juliol de 2009, la província es va subdividir en 3 subprovíncies: la baixa oriental amb Machakos com a capital, la central-est amb Meru com a capital, i la part superior oriental amb Marsabit com a capital.Tanmateix, aquests canvis mai van tenir efecte a causa de les disputes polítiques del govern de coalició de Kenya en aquell moment. La subdivisió de províncies es va dur a terme a les set províncies de Kenya, excepte Nairobi. A partir de març de 2013 després de les eleccions generals de Kenya de 2013, la província oriental es va subdividir en 8 comtats: Marsabit, Isiolo, Meru, Tharaka-Nithi, Embu, Kitui, Machakos i Makueni.